# Elecciones estatales extraordinarias del Estado de México de 2021
- Nextlalpan: Lorena Alameda Juárez resultó electa para el periodo 2021-2024[1]

## Antecedentes
Para el caso del Ayuntamiento de Nextlalpan el 6 de junio de 2021 comenzó la jornada electoral, sin embargo, esta fue suspendida a causa de actos de violencia y en consecuencia no fue obtenido ningún resultado. Así el Consejo General del OPL dio vista a la Legislatura de la entidad y al INE el 17 de junio; además que el partido Nueva Alianza presentó un juicio de inconformidad en contra de los hechos de violencia. Un mes después, el 15 de julio, el Tribunal Electoral Local declaró la invalidez de la elección y ordenó comunicarlo a la Legislatura.
Los comicios fueron anulados por el Tribunal Electoral del Estado de México ya que el 36% de las casillas instaladas fueron destruidas, varios vehículos resultaron calcinados, además de que la candidata del PRI, Jennifer Islas, fue golpeada junto a su familia.

## Alianzas y candidaturas
Seis de los y las candidatas son los mismos que participaron en la elección ordinaria fueron de nuevo por el voto ciudadano. Sólo PVEM y MC cambiaron.

### Movimiento Regeneración Nacional
El 17 de octubre del 2021 el partido Morena registró como candidata a la presidencia municipal de Nextlalpan a Lorena Alameda, para competir en la elección extraordinaria. El presidente del Comité Ejecutivo Nacional de Morena, Mario Delgado Carrillo quien acompañó a Lorena Alameda a su registro; llamó al gobierno estatal a que meta las manos en los comicios extraordinarios, pero para garantizar que la gente vote libremente y que resguarde la jornada para evitar nuevos incidentes violentos.

### Va X Nextlalpan
La Coalición Va por Nextlalpan integrado por los partidos políticos PRI, PAN y PRD, presentó su solicitud de registro para la planilla encabezada por Saira Beltrán Juárez, para participar en el proceso electoral extraordinario del 14 de noviembre en el que se elegirían integrantes del Ayuntamiento de este municipio.
Por su parte, el PAN del estado de México dio su apoyo a la candidata a la presidencia municipal, Saira Beltrán Juárez, de la coalición PAN-PRI-PRD Va por el Estado de México.
En un comunicado, señaló que fueron convocados por Anuar Azar Figueroa, presidente del PAN en el Estado de México y Enrique Vargas del Villar, coordinador de los legisladores locales, para pronunciarse en favor de Saira Beltrán.

### Otros partidos
Abril Olivia Marques Fragoso por el Partido del Trabajo (PT); Socorro Minerva Copca Sánchez por el Partido Verde (PVEM); Eliot Hernández Fragoso por Movimiento Ciudadano. Además de Lizeth Barrera Santillán por Nueva Alianza; Víctor Manuel Mondragón García por el PES; Maribel Aurora Quintana Ortega por RSP y Néstor Juárez Márquez por FXM

## Organización
El 26 de octubre el director de administración del Instituto Electoral del Estado de México, José Mondragón Pedrero, afirmó que las elecciones extraordinarias en el municipio de Nextlalpan, a celebrarse el próximo 14 de noviembre, implicarían para el órgano un gasto de 700 mil pesos.
Manifestó que estos recursos serían para material electoral, mismo que comenzaría a fabricar esa misma semana, y dijo que el costo sería elevado porque no es lo mismo mandar a hacer boletas para un solo municipio, que para toda la entidad.

## Proceso electoral
En Nextlalpan votó más de 59 por ciento del electorado, pese a la excesiva presencia de fuerzas policiacas, que tenían la misión de evitar que se repitieran los hechos violentos por los que se anularon los comicios del pasado 6 de junio, los cuales no tuvieron ganador, pues personas encapuchadas irrumpieron en las casillas y destruyeron la paquetería electoral.
El Programa de Resultados Electorales Preliminares del Instituto Electoral del Estado de México (IEEM) reportó una tendencia a favor de la morenista Alameda, quien mantenía una ventaja de 17 puntos porcentuales sobre la priísta Saira Beltrán, postulada por la coalición PRI-PRD-Partido Acción Nacional (PAN).
Beltrán había recibido, al cerrar esta nota, 4 mil 671 sufragios. En tercer lugar se ubicaba Eliots Hernández, de Movimiento Ciudadano, con mil 669 votos, 9.6 por ciento de las papeletas.
La elección se inició con retrasos en la instalación de las casillas, que comenzaron a recibir votos casi a las 10 de la mañana. Al principio se pensó que la participación sería copiosa, pero al paso del día disminuyó la afluencia.
No hubo incidentes graves durante la jornada. Antes del proceso extraordinario, el Partido del Trabajo colocó propaganda de su candidata Abril Oliva Márquez cerca de los centros de votación, pero el IEEM ordenó retirarla o taparla.

## Resultados
|  | 43.11 % |

|  | 26.95 % |

|  | 9.70 % |

|  | 5.80 % |

|  | 4.51 % |

|  | 3.61 % |

|  | 1.88 % |

|  | 1.22 % |

|  | 0.57 % |

|  | 2.60 % |

|  | 0.04 % |